# 祐川慧樹
祐川 慧樹（すけかわ けいじゅ）は、日本のサクソフォーン奏者、作曲家、編曲家。青森県出身。オフィスエスケー代表。

## 略歴
青森県立田名部高等学校を経て、洗足学園音楽大学管楽器コースを卒業。
12歳より父・祐川俊樹の指導でサックスを始め、クラシックを池上政人・彦坂眞一郎に、ジャズ・ポップスを小林香織や山田拓児らに師事した。大学在学中より演奏活動を開始し、アーティストサポート、劇場バンド、レコーディング、作編曲など幅広く活動している。

## 音楽活動
2023年5月、大間町で開催された「春まつり」に出演し、観客の間を回りながら演奏を行った。
2023年11月、ABA青森朝日放送「夢はここから生放送 ハッピィ」にてメンソーレ川端とゲスト出演するなどメディアでの活動にも取り組んでいる。
2024年12月には、ピアニスト竹田悠一郎とともに「melodiaクリスマスコンサート」に出演し、ショパン「ノクターン第8番」などを演奏した。
また、多田慎也、新垣結衣、東京スカパラダイスオーケストラ、KEMURI、ORESKABAND、水木一郎、スチャダラパー、ブラザー・コーン、西野亮廣、松本梨香、影山ヒロノブ、串田アキラなど、多数のアーティストとの共演・レコーディング経験を持つ。